# Marathon van Fukuoka 1958
De marathon van Fukuoka 1958 werd gelopen op zondag 7 december 1958. Het was de 12e editie van de marathon van Fukuoka. Aan deze wedstrijd mochten alleen mannelijke elitelopers deelnemen. De wedstrijd werd niet gehouden in Fukuoka, maar in het bijna 1000 km verder op gelegen Utsunomiya.
De Japanner Nobuyoshi Sadanaga kwam als eerste over de streep in 2:24.01. Hij bleef hiermee slechts drie seconden voor de Fin Veikko Karvonen.

## Uitslagen
| rang   | naam               | land | tijd    |
| ------ | ------------------ | ---- | ------- |
| Goud   | Nobuyoshi Sadanaga | JPN  | 2:24.01 |
| Zilver | Veikko Karvonen    | FIN  | 2:24.04 |
| Brons  | Franjo Mihalic     | YUG  | 2:24.39 |
| 4      | Pavel Kantorek     | TCH  | 2:24.56 |
| 5      | Takayuki Nakao     | JPN  | 2:25.38 |
| 6      | Akira Hazuku       | JPN  | 2:26.05 |
| 7      | Asanari Sakai      | JPN  | 2:26.11 |
| 8      | Isao Seto          | JPN  | 2:26.48 |
| 9      | Hideo Hamamura     | JPN  | 2:27.44 |

1947 ·
1948 ·
1949 ·
1950 ·
1951 ·
1952 ·
1953 ·
1954 ·
1955 ·
1956 ·
1957 ·
1958 ·
1959 ·
1960 ·
1961 ·
1962 ·
1963 ·
1964 ·
1965 ·
1966 ·
1967 ·
1968 ·
1969 ·
1970 ·
1971 ·
1972 ·
1973 ·
1974 ·
1975 ·
1976 ·
1977 ·
1978 ·
1979 ·
1980 ·
1981 ·
1982 ·
1983 ·
1984 ·
1985 ·
1986 ·
1987 ·
1988 ·
1989 ·
1990 ·
1991 ·
1992 ·
1993 ·
1994 ·
1995 ·
1996 ·
1997 ·
1998 ·
1999 ·
2000 ·
2001 ·
2002 ·
2003 ·
2004 ·
2005 ·
2006 ·
2007 ·
2008 ·
2009 ·
2010 ·
2011 ·
2012 ·
2013 ·
2014 ·
2015 ·
2016 ·
2017